# 7-氨基头孢烷酸
7-氨基头孢烷酸，简称7-ACA，是合成头孢菌素类抗生素及其中间体的核心化学结构（合成子）。由头孢菌素C经化学酶水解而得。